# Mercury Records
Mercury Records je americké hudební vydavatelství, založené v roce 1945. Vydavatelství založili Irving Green, Berle Adams a Arthur Talmadge. Mezi nejznámější umělce, kteří s touto společností spolupracovali, patří například Ohio Players, Con Funk Shun, Cameo, The Bar-Kays, Kurtis Blow, Queen, Lindisfarne, Hole, Billy Eckstine, JJ Cale, Justin Bieber, Sarah Vaughan, U2, The Runaways, Oscar Peterson, New York Dolls, The Nice nebo Van Morrison.

## Hudebníci

### R&B, funk
- The Bar-Kays
- Con Funk Shun
- Cameo
- Ohio Players
- Kool and the Gang
- The Gap band
- Kurtis Blow
- Carl Carlton
- Junior(UK)

### Rock
- Bon Jovi
- Kiss